# SCP
SCP идва от Secure Copy и е протокол за обмен на файлове между отдалечени машини чрез SSH протокола. Програмата, която извършва тази функция, също се казва SCP.

## Протоколът SCP
Протоколът SCP е подобен на BSD протокола rcp. За разлика от него, тук информацията се криптира по време на трансфера. Така прихванатата информация между двете отдалечени точки е неизползваема. SCP сам не криптира обменяните данни, а разчита на SSH-протокола.
SCP се занимава само с файлови трансфери. Прави го като се свързва с отдалечения хост със SSH и пуска на него SCP-сървър. Сървърната програма обикновено е много подобна на клиентската.
При качване клиентът изпраща на сървъра файловете, които трябва да се качат, и евентуално техните основни атрибути (позволения за достъп, дати). При сваляне клиентът изпраща заявка за файловете (или директориите), които трябва да се свалят. При сваляне на директория сървърът изпраща на клиента нейните поддиректории и файлове. Свалянето се направлява от сървъра, което може да е сериозен проблем за сигурността при злонамерени сървъри.
В повечето случаи SCP се замества от по-модерния SFTP, също базиран на SSH.

## Програмата SCP
Програмата SCP е клиент за SCP протокола, осъществяващ сигурно копиране.
Най-често използвана програмата за команден ред е scp, която обикновено се доставя в пакета SSH. Тя трябва да е налична и на сървърния хост, тъй като функционира и като SCP сървър.
Някои SSH пакети включват и програмата scp2, която ползва SFTP протокола (вместо SCP), но поддържа много сходен интерфейс със scp. scp обикновено е символична (символна) връзка към scp2.
В повечето случаи, синтаксисът на scp е подобен на този на cp:
```
scp 
SourceFile
 
user
@
host
:
directory
/
TargetFile

scp 
user
@
host
:
folder
/
SourceFile
 
TargetFile
```

SCP-протоколът се ползва само за трансфери на файлове и затова SCP графичните клиенти са рядкост, тъй като изискват добавяне на допълнителна функционалност (поне показване на директориите). Графичните клиенти за SCP (като WinSCP) обикновено не са чисти SCP клиенти, тъй като използват други начини за постигане на допълнителна функционалност (например ls за листинга на директория). Това може да създаде проблеми с несъвместимост между клиент и сървър.
По-модерните програми за трансфер на файлове чрез SSH са SFTP клиентите.